# Пробовідбирач глибинний
Пробовідбирач глибинний рос. пробоотборник глубинный; англ. deep sampler, thief tube, нім. Tiefenprobenehmer m – прилад, призначений для відбирання глибинної проби нафти у свердловинах.

## Див.також
- Пробовідбирач баровий
- Пробовідбирач донний
- Пробовідбирач ківшевий
- Пробовідбирач лотковий
- Пробовідбирач маятниковий
- Пробовідбирач скреперний
- Пробовідбирач у нафтовій геології
- Пробовідбирач щілинний